# 格利澤318
格利澤318是一顆位於羅盤座的白矮星。光譜分類為DA5.5，視星等為11.85，距離地球27.7光年。這顆恆星太暗了。它的質量約為太陽的45%，但光度僅為太陽的0.15%。